# Akasa
Akasa war eine in London ansässige Popband, die Ende der 1980er und Anfang der 1990er aktiv war und u. a. mit der Single One Night in My Life einige Achtungserfolge verbuchen konnte. Der Musikstil repräsentiert eine Fusion aus westlicher elektronischer Popmusik mit traditioneller indischer Musik.

## Geschichte
Die Gruppe bestand aus Sophiya Haque als Sängerin, John Jhalib Millar, der Schlagzeug und Tabla spielte und Clem Alford, der das Sitar-Spiel beitrug, sowie den Beiträgen des Produzenten Martyn Phillips, der den Großteil der elektronischen Sounds programmierte.

### Werdegang und Bandgründung 1988
Clem Alford hatte sich bereits zuvor einen Namen als professioneller Sitarspieler im Bereich der Indischen Musik gemacht. Millar wie auch Alford hatten beide schon musikalische Projekte im traditionell östlichen Stil verwirklicht und bei diversen anderen musikalischen Projekten mitgewirkt.
Phillips und Millar hatten sich kennengelernt, als Phillips nach geeigneten Musikern für eine Indopop-Produktion suchte. Millar spielte ihm dabei einige Songs vor, die er mit Alford und Haque zusammen geschrieben hatte. Das Potential beeindruckte den jungen Produzenten sofort. Somit unterzeichnete die Band 1988 einen Vertrag bei Warner Bros und erhielt den Namen Akasa.
Akasa bedeutet im indischen Sanskrit „aus dem Weltraum“.

### One Night In My Life1989
Folglich kam es 1989 zur Aufnahme der ersten Single One Night In My Life. Die Single wurde gut angenommen und es folgten mehrere Live-Auftritte in Londoner Clubs. Der Titel erschien auf zahlreichen Samplern.
Zur Single wurde auch ein Video produziert. Es wurde im Leighton House in Kensington, London gedreht und zeigt die tanzende Sophiya Haque vor indisch akzentuierter Kulisse. Für die Regie konnte Jack Cardiff gewonnen werden, der 1951 African Queen mit John Huston gedreht hatte. Die Tanzchoreografie wurde von Julia De Peyer inszeniert.

### Kamasutra1990
Im nächsten Jahr folgte die Single Kamasutra, welche ebenfalls ein Promo-Video bekam. Neben der Band sind auch einige Tänzer der Union Dance Company-London zu sehen, die das Video tänzerisch begleiteten und choreographisch visuell untermalten. Die Choreografie stammte von Jon Smart. Regie führte der Franzose Philippe Gautier. Auch Kamasutra fand auf mehreren Samplern Platz.

### Album und spätere Einzelprojekte ab 1992
1992 erschien das erste und einzige Studioalbum, welches den Titel der Debütsingle erhielt, jedoch mit der Aufschrift Sophiya Haque und Akasa versehen wurde. Neben den beiden zuvor veröffentlichten Singles enthält das Album fünf weitere Stücke und drei erweiterte Remix-Versionen der beiden Vorabsingles.
Neben dem Album entstand noch zusätzliches musikalisches Material, das jedoch erst wesentlich später öffentlich zugänglich gemacht werden sollte. Danach gingen die Bandmitglieder getrennte Wege. Sophiya Haque verließ Großbritannien und ging nach Asien, trat dort dem Star Television Network bei und arbeitete für das dortige Fernsehen.
Für Haque sollte das Projekt ein Karrieresprungbrett darstellen. Später sollte sie als Schauspielerin, Tänzerin und Sängerin beachtliche Erfolge erzielen. Miller und Alford setzten weiterhin ihre Zusammenarbeit mit dem Projekt The Alien Mangoes fort. Phillips produzierte inzwischen auch für andere Künstler und konnte dabei ebenfalls Erfolge verbuchen. Spätere erfolgreiche Beispiele sind eigenen Angaben zufolge Londonbeat mit ihrem Titel I’ve Been Thinking About You oder die Band Erasure mit dem Titel Chorus.
2001 taucht nochmal ein Sampler namens Green Songs auf, der u. a. World- & Country-Musik behandelte. Gelistet ist ein Beitrag von Akasa namens Threading a Thin Line. Der Sampler erschien jedoch nicht über ein Label.
Anfang 2013 starb Sophiya Haque mit nur 41 Jahren nach kurzem Kampf mit einer kürzlich entdeckten Krebserkrankung. Das Interesse an den Beiträgen der Gruppe zur Londoner Popszene wurde neu geweckt. Bandmitglied John Millar stellte auf seinem Youtube-Kanal ausgesuchtes Video- und Songmaterial zur Verfügung. Er verfasste dazu textliche Beiträge über die Entstehung der Band und zollte damit Tribut an Sophiya Haque und bedachte dabei auch seine beiden anderen ehemaligen Kollegen. Im Februar 2013 veröffentlichte John Millar einige bisher nicht erschienene Stücke in nicht endgültig abgemischter Form über seinen Youtube-Kanal.
2017 verstarb John Millar unter ähnlichen Umständen. Zu seinem Gedenken wurde die Internetseite john-millar.muchloved.com ins Leben gerufen. Auch Produzent Martyn Phillips zollte auf seiner Website beiden verstorbenen Kollegen Andacht und bescheinigte auf seiner Website dem Projekt einen besonderen persönlichen Stellenwert.

## Diskografie

### Singles
- 1989: One Night in My Life (WEA)[31]
- 1990: Kamasutra (WEA/EastWest)[32]
- 1992: Sweet is the Kiss[2]

### Alben
- 1992: One Night in My Life (EastWest/Magnasound)[33]

### Andere Veröffentlichungen
- 2001: Treading a Thin Line (Samplerbeitrag auf Green Songs, nicht über Label erschienen)[34]

## Musikvideos
- 1989: One Night in My Life (Regie: Jack Cardiff)[35]
- 1990: Kamasutra (Regie: Philippe Gautier)[18]